# Joram Lindenstrauss
Joram Lindenstrauss (en hebreo, יורם לינדנשטראוס) (Tel Aviv, 28 de octubre de 1936 – 29 de abril de 2012) fue un matemático israelí trabajando en el Análisis funcional. Fue profesor de matemáticas matemáticas en el Einstein Institute of Mathematics.

## Biografía
Joram Lindenstrauss fue el único hijo de una pareja de abogados que emigró a Eretz Israel desde Berlín. Comenzó a estudiar matemáticas en la Universidad Hebrea de Jerusalén en 1954 mientras servía en el ejército. Fue alumno a tiempo completo en 1956 y recibió el título de máster en 1959. En 1962 Lindenstrauss consiguió el Doctorado en la Universidad Hebrea con la disrtación Extensión de los operadores compactos con tutores como Aryeh Dvoretzky, Branko Grünbaum). Trabajó en el postgrado en la Universidad de Yale y la Washington en Seattle de 1962 a 1965. Fue nombrado profesor titular en la Universidad Hebrea en 1965, profesor asociado en 1967 y profesor titular en 1969. Se convirtió en el Profesor de Matemáticas Leon H. y Ada G. Miller Memorial en 1985. Se retiró en 2005.
Lindenstrauss se casó con la científica teórico informática Naomi Lindenstrauss. Dos de sus hijos, Ayelet y Elon, tambien son matemátivcos (brindando un raro ejemplo de padre, madre, hijo e hija, todos con papers presentados en Mathematical Reviews). Joram era sobrino de Micha Lindenstrauss.

## Investigación
Lindenstrauss trabajó en diversas áreas como las del análisis funcional y la geometría, particularmente en ña Teoría del espacio de Banach, convexidad de dimensión finita e infinita, análisis funcional geométrico no lineal y teoría de la medida geométrica. Es el autor de más de 100 papers así como de algunos libros sobre la teoría del espacio de Banach.
Entre sus investigaciones, figura el Lema de Johnson–Lindenstrauss que se refiere a incrustaciones de baja distorsión de puntos desde el espacio euclidiano de alta dimensión al espacio euclidiano de baja dimensión. Otro de sus teoremas establece que en un espacio de Banach con la propiedad de Radon-Nikodym, un cerrado y un conjunto acotado tiene un punto extremo; el espacio compacto no es necesario.

## Premios
En 1981 Lindenstrauss fue premiado con el Premio Israel en matemáticas. En 1997, Lindenstrauss fue el primer matemático de fuera de Polonia en ser premiado con la Medalla Stefan Banach de la Academia Polaca de las Ciencias.

## Trabajos publicados
- Classical Banach spaces I (with Lior Tzafriri). Springer-Verlag, 1977.
- Classical Banach spaces II  (with Lior Tzafriri). Springer-Verlag, 1979.
- Banach spaces with a unique unconditional basis, up to permutation (con Jean Bourgain, Peter George Casazza y Lior Tzafriri). Memoirs of the American Mathematical Society, vol 322. American Mathematical Society, 1985
- Geometric nonlinear functional analysis (with Yoav Benyamini). Colloquium publications, 48. American Mathematical Society, 2000.[9]
- Handbook of the geometry of Banach spaces (Edited, with William B. Johnson). Elsevier, Vol. 1 (2001), Vol. 2 (2003).